# Аламо (Джорджія)
Аламо (англ. Alamo) — місто (англ. city) в США, в окрузі Вілер штату Джорджія. Населення — 771 особа (2020).

## Географія
Аламо розташоване за координатами 32°8′51″ пн. ш. 82°46′47″ зх. д. / 32.14750° пн. ш. 82.77972° зх. д. (32.147606, -82.779772).  За даними Бюро перепису населення США в 2010 році місто мало площу 5,21 км², з яких 5,07 км² — суходіл та 0,14 км² — водойми.

## Демографія
Згідно з переписом 2010 року, у місті мешкало 2797 осіб у 363 домогосподарствах у складі 242 родин. Густота населення становила 536 осіб/км².  Було 418 помешкань (80/км²).
Расовий склад населення:
| - 57,7 % — чорних або афроамериканців - 40,9 % — білих - 0,1 % — азіатів - 1,0 % — осіб інших рас |

До двох чи більше рас належало 0,3 %. Частка іспаномовних становила 4,3 % від усіх жителів.
За віковим діапазоном населення розподілялося таким чином: 8,5 % — особи молодші 18 років, 86,3 % — особи у віці 18—64 років, 5,2 % — особи у віці 65 років та старші. Медіана віку мешканця становила 35,2 року. На 100 осіб жіночої статі у місті припадало 488,8 чоловіків;  на 100 жінок у віці від 18 років та старших — 606,6 чоловіків також старших 18 років.
Середній дохід на одне домашнє господарство  становив 33 031 долар США (медіана — 27 500), а середній дохід на одну сім'ю — 36 442 долари (медіана — 29 583). Медіана доходів становила 34 500 доларів для чоловіків та 24 643 долари для жінок. За межею бідності перебувало 30,0 % осіб, у тому числі 38,1 % дітей у віці до 18 років та 16,5 % осіб у віці 65 років та старших.
Цивільне працевлаштоване населення становило 227 осіб. Основні галузі зайнятості: освіта, охорона здоров'я та соціальна допомога — 40,1 %, публічна адміністрація — 16,3 %, транспорт — 9,7 %, виробництво — 9,3 %.